# Tim Lambesis

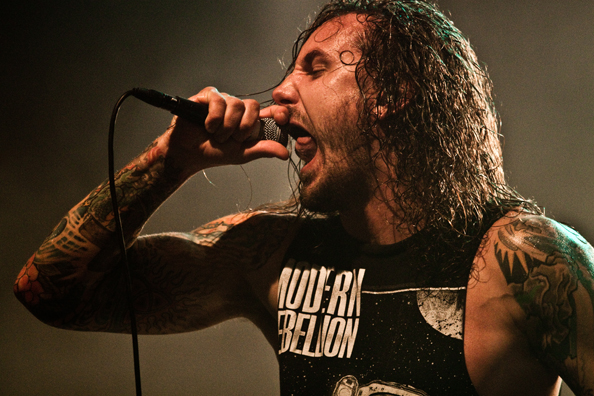
Tim Lambesis

Tim Lambesis (21 november 1980) is een Amerikaanse metalzanger. Hij is het bekendst als zanger en oprichter van de christelijke metalcoreband As I Lay Dying. Hij heeft ook nog een soloproject genaamd Austrian Death Machine. In deze band bespeelt hij alle instrumenten zelf. De band is een eerbetoon aan acteur Arnold Schwarzenegger. Ook was hij de gitarist van Society's Finest en Point of Recognition.
Lambesis staat bekend om zijn grunts. Deze zijn geïnspireerd op bands als In Flames, Living Sacrifice en At the Gates.
Lambesis werd op 7 mei 2013 gearresteerd in San Diego. Hij had geprobeerd een huurmoordenaar in de arm te nemen om zijn vrouw om te brengen. Dit mislukte doordat de man die hij de opdracht gaf een undercoveragent was. Lambesis bekende en kreeg zes jaar gevangenisstraf. In december 2016 kwam hij voorwaardelijk vrij.
Op 17 januari 2025 zijn er videobeelden gelekt van het beveiligingssysteem in het huis van Lambesis. Op de beelden is te zien hoe hij zijn hond, tijdens verschillende incidenten, een schop en een vuistslag geeft.
- International Standard Name Identifier: 0000 0000 7292 0595
- Library of Congress Control Number: no2009174485
- MusicBrainz: 16e5ceea-6ea9-49ee-a5dc-625a31602002
- Nationale Bibliotheek van Tsjechië: xx0227487
- Virtual International Authority File: 102987605
- WorldCat: E39PBJdGKqHWJPw6Kw8wKwtVG3